# Serrières (Meurthe-et-Moselle)
Pour les articles homonymes, voir Serrières.
Serrières est une ancienne commune française du département de Meurthe-et-Moselle, rattachée à Belleau depuis 1971.

## Géographie
Village situé au revers d'un coteau, près de la Natagne.

## Toponymie
Anciennement mentionné : Cerieires (1330), Cirières et Cerières (1333), Serieires (1334).  

## Histoire
Ce village était qualifié autrefois de haute-justice. Pierre de Serrières  fut souche de la troisième branche. S'il conserva quelques droits à Serrières, c’est ailleurs qu'il assura sa fortune. Le comte de Bar lui céda la terre de Belleville en 1318.  
En 1334, Isabelle, femme de Vauthier de Serrières, fit ses reprises pour cette terre d'Edouard, comte de Bar. La même année, Huart de Serrières reçut du même comte 300 livres pour être son homme-lige, qu'il employa à bâtir son château de Serrières. 
Les héritiers de Pierre  firent fructifier le patrimoine et l’un d’eux, prénommé également Pierre, épousa avant 1404 Marguerite Corbé, héritière d’un riche lignage messin implanté à Metz, Nomeny et Corny. Une de leurs descendantes, Claude Huttin de Serrières, épousa après 1478, Antoine de Norroy, seigneur de Port-sur-Seille  à qui elle apporta la terre et la maison forte de Serrières, à elle échues du fait de l'extinction de la seconde branche. Les Norroy conservèrent ce bien jusqu'au XVIIe s période pendant laquelle la maison forte fut détruite.
Durant le XVIIIe siècle, Serrières faisait partie du bailliage de Pont-à-Mousson. Au cours de cette période, il comptait 15 habitants en 1710, puis 22 en 1773. À la suite de la révolution française, le village est incorporé en 1790 dans le district de Pont-à-Mousson et dans le canton de Belleau.
Serrières a été érigé en succursale en 1802, avec Lixières et Sivry pour annexes.
Le 10 février 1971, la commune de Serrières est rattachée à celle de Belleau sous le régime de la fusion simple.

## Héraldique
La maison de Serrières portait : d'or à la croix de gueules, au franc-quartier d'argent, chargé d'un lion de sable, armé, lampassé et couronné de gueules.

## Démographie
| 1886 | 1896 | 1906 | 1926 | 1936 | 1946 | 1954 | 1962 | 1968 |
| ---- | ---- | ---- | ---- | ---- | ---- | ---- | ---- | ---- |
| 155  | 147  | 128  | 68   | 52   | 36   | 47   | 58   | 63   |